# Vanessa Molnar

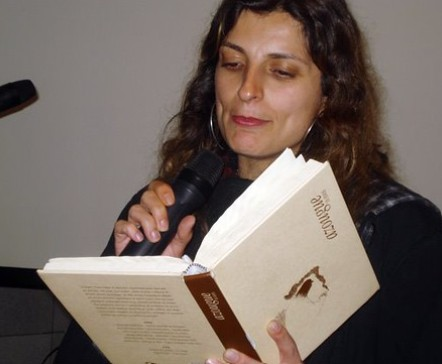
Vanessa Molnar

Vanessa Molnar Maluf, mais conhecida como Vanessa Molnar, é escritora e historiadora brasileira, mestre em Estudos Culturais pela Universidade de São Paulo (USP). Sua produção literária inclui romances e coletâneas de contos marcadas por temas como memória, violência e subjetividade.

## Biografia
Seu primeiro livro, Crônicas de uma tara gentil, foi publicado em 2008 pela Editora Escrituras, com apoio do Programa de Ação Cultural (PAC) da Secretaria de Cultura e Economia Criativa do Estado de São Paulo. Em 2019, lançou o romance A importância dos telhados (editora Cepe), vencedor do V Prêmio Cepe Nacional de Literatura, na categoria Romance. A obra também foi semifinalista do Prêmio Oceanos em 2021.
Publicou o romance "As formas violentas do amor" e "A Rota dos Ratos", ambos publicados pela Editora Patuá. Em 2025, lançou "Depois da natureza não existe lirismo" pela Editora Clóe.
A doutora em Teoria e História Literária pela Unicamp, Nathaly Felipe descreve a prosa de Depois da natureza não existe lirismo como "cortante e reflexiva", destacando a forma como os contos velam a desesperança da condição humana em um cenário distópico. Segundo ela, a obra de Vanessa Molnar propõe uma “ecologia afetiva”, ao estabelecer relações intersubjetivas entre humanos desumanizados e animais, apresentados como os seres mais sensíveis do livro.

## Obras
- Crônicas de uma tara gentil - Editora Escrituras - 2008[5]
- A importância dos telhados - Editora Cepe - 2019[6]
- A Rota dos Ratos - Editora Patuá - 2021[7]
- As formas violentas do amor - Editora Patuá - 2021[8]
- Depois da natureza não existe lirismo - Editora Clóe - 2025[9]